# Этебо, Огенекаро
Огенекаро Питер Этебо (англ. Oghenekaro Peter Etebo; род. 9 ноября 1995, Лагос, Лагос) — нигерийский футболист, нападающий. Выступал в сборной Нигерии. Участник Олимпийских игр 2016 года в Рио-де-Жанейро и чемпионата мира 2018 года в России. Бронзовый призёр Кубка африканских наций 2019 года.

## Клубная карьера

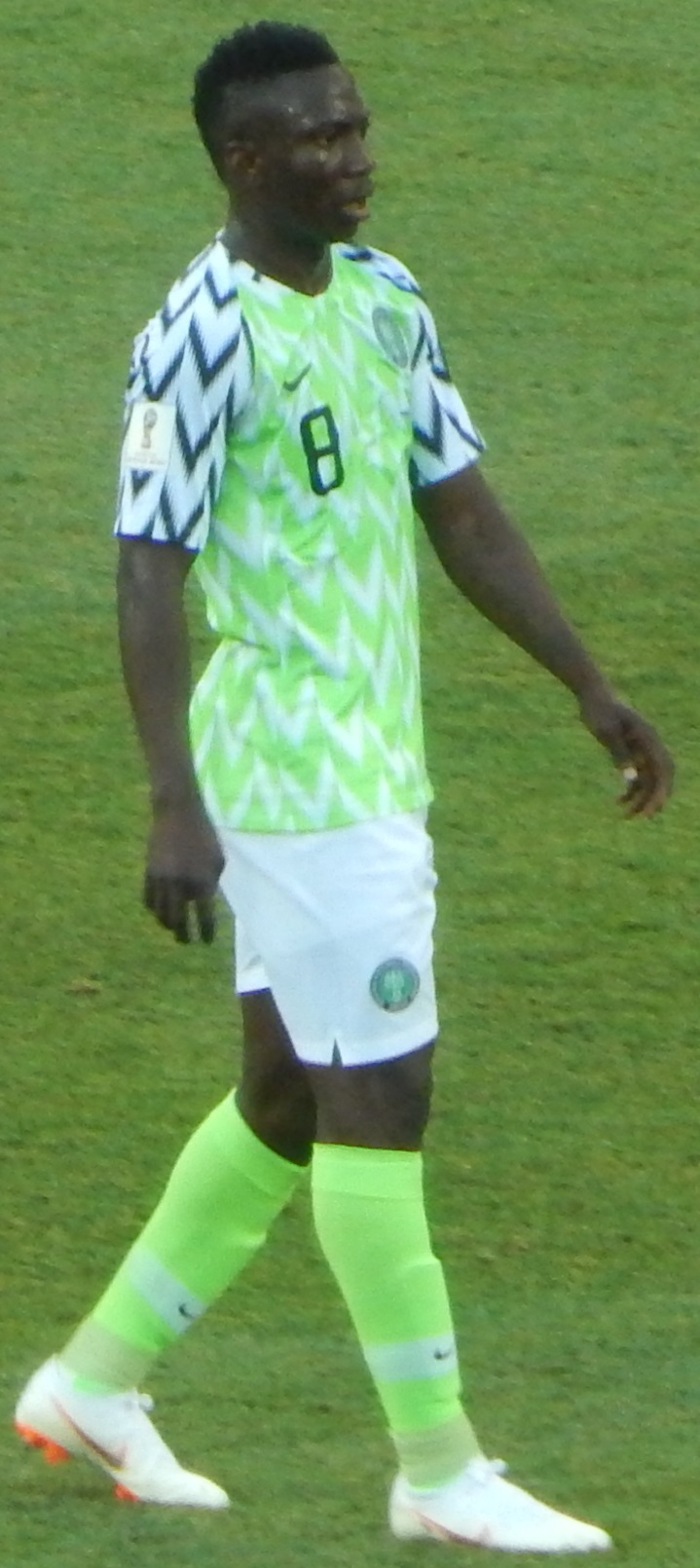
Этебо в составе сборной Нигерии

Этебо начал карьеру на родине, выступая за клуб «Варри Вулвз». На протяжении двух сезонов он был лучшим бомбардиром команды и в 2014 году был на просмотре на итальянском «Удинезе», но контракт на подписал. В 2015 году Этебо был признан Талантом года в Африке. В начале 2016 года Огенекаро перешёл в португальский «Фейренсе». 24 апреля в матче против «Оливейренсе» он дебютировал в Сегнуда лиге. 30 апреля в поединке против «Академики» из Визеу Этебо забил свой первый гол за «Фейренсе». По итогам сезона он помог клубу выйти в элиту.
В начале 2018 года Этебо на правах аренды перешёл в испанский «Лас-Пальмас». 5 февраля в матче против «Малаги» он дебютировал в Ла Лиге.
Летом 2018 года Этебо перешёл в английский «Сток Сити», подписав контракт на 5 лет. Сумма трансфера составила 7,2 млн евро. Огенекаро стал первым подписанием нового тренера Гари Роуэтта в «Сток Сити», который описал его как «энергичного полузащитника». Этебо сообщил, что он отклонял предложения клубов Премьер-лиги, прежде чем присоединиться к «Сток Сити». 5 августа 2018 года в матче против «Лидс Юнайтед» он дебютировал в Чемпионшипе. 2 марта 2019 года в поединке против «Ноттингем Форест» Огенекаро забил свой первый гол за «Сток Сити». Этебо сыграл 37 матчей в первом сезоне за «Сток Сити» и был одним из лучших игроков команды, поскольку клуб занял 16-е место. Свой воторой гол игрок ззабил в ворота «Блэкберн Роверс». Этебо вынужден был пропустить начало следующего сезона из-за участия на Кубке африканских наций 2019 в составе сборной Нигерии. «Сток Сити» начал сезон плохо и оказался в зоне вылета, что стоило тренеру Нейтану Джонсу работы в ноябре 2019 года. При новом тренере Майкле О’Ниле Этебо был исключён из команды, а О’Нил критиковал его нежелание выкладываться на тренировке. Это привело к тому, что в январе 2020 года многие предполагали возможный уход футболиста из клуба.
В январе 2020 года Этебо ушёл в аренду в «Хетафе» на вторую половину сезона с возможным правом выкупа. 17 января в матче против «Леганеса» он дебютировал за новую команду. 20 июня в поединке против «Эйбара» Огенекаро забил свой первый гол за «Хетафе». По итогу сезона клуб отказался активировать опцию выкупа футболиста.
9 сентября 2020 года Этебо вновь ушёл в аренду в турецкий «Галатасарай» на сезон. 20 сентября в матче против «Истанбул Башакшехир» он дебютировал в турецкой Суперлиге. Огенекаро сыграл 29 матчей за клуб. По итогу сезона клуб занял второе место, уступив титул «Бешикташу» по разнице мячей.
9 июля 2021 года Этебо присоединился к «Уотфорду» по арендному соглашению на сезон с возможным правом выкупа. 14 августа в матче против «Астон Виллы» он дебютировал английской Премьер-лиге. В 2022 году Этебо перешёл в греческий «Арис». 15 октября в матче против «Ионикоса» он дебютировал в греческой Суперлиге.

## Международная карьера
27 июля 2013 года в отборочном матче Кубка Африки 2014 против сборной Кот-д’Ивуара Этебо дебютировал за сборную Нигерии.
Летом 2016 года Огенекаро стал бронзовым призёром Олимпийских игр в Рио-де-Жанейро. На турнире он сыграл в матчах против команд Японии, Швеции и Колумбии. В поединке против японцев Этебо забил четыре гола.
В 2018 году Этебо принял участие в чемпионате мира в России. На турнире он сыграл в матчах против команд Хорватии, Исландии и Аргентины.
В 2019 году Этебо завоевал бронзовые медали Кубка Африки 2019 в Египте. На турнире он сыграл в матчах против команд Бурунди, Гвинеи, Мадагаскара, Туниса, Алжира, ЮАР и Камеруна.

### Голы за сборную Нигерии
| #  | Дата          | Место                                 | Противник           | Счёт | Результат | Соревнование                               |
| -- | ------------- | ------------------------------------- | ------------------- | ---- | --------- | ------------------------------------------ |
| 1. | 25 марта 2016 | Стадион Ахмаду Белло, Кадуна, Нигерия | Египет              | 1:0  | 1:1       | Кубок африканских наций 2017. Квалификация |
| 2. | 30 марта 2021 | Стадион Ахмаду Белло, Кадуна, Нигерия | Лесото              | 2:0  | 3:0       | Кубок африканских наций 2021. Квалификация |
| 3. | 13 июня 2022  | Адрар, Агадир, Марокко                | Сан-Томе и Принсипи | 0:5  | 0:10      | Кубок африканских наций 2023. Квалификация |

## Достижения
Нигерия (до 23)
- Бронзовый призёр Олимпийских игр: 2016